# Der Fall Wagner
Der Fall Wagner, com o subtítulo "Um problema para músicos", é um livro de Friedrich Nietzsche publicado originalmente em 1888.
O livro é uma crítica a Richard Wagner e o anúncio da ruptura de Nietzsche com o artista alemão, que se envolveu demais, aos olhos de Nietzsche, no movimento Völkisch e no antissemitismo.